# Falkland (Caroline du Nord)
Pour les articles homonymes, voir Falkland.
Falkland est une ville américaine située dans le comté de Pitt en Caroline du Nord. En 2010, sa population était de 96 habitants.

## Démographie
| 1890 | 1900 | 1910 | 1920 | 1930 | 1940 |
| ---- | ---- | ---- | ---- | ---- | ---- |
| 61   | 139  | 132  | 198  | 187  | 188  |

| 1950 | 1960 | 1970 | 1980 | 1990 | 2000 |
| ---- | ---- | ---- | ---- | ---- | ---- |
| 174  | 140  | 130  | 118  | 108  | 112  |

| 2010 | - | - | - | - | - |
| ---- | - | - | - | - | - |
| 96   | - | - | - | - | - |

## Traduction
- (en) Cet article est partiellement ou en totalité issu de l’article de Wikipédia en anglais intitulé « Falkland, North Carolina » (voir la liste des auteurs).